# Disastro di Monongah
Il disastro di Monongah, avvenuto il 6 dicembre 1907 nella miniera di Monongah, nella Virginia Occidentale, è il più grave disastro minerario della storia degli Stati Uniti d'America. L'incidente rappresenta anche la più grave sciagura mineraria dell'emigrazione italiana: morì circa un terzo dei tremila abitanti di Monongah.

## L'incidente
Alle ore 10:30 del mattino di venerdì 6 dicembre 1907 nella miniera di carbone della Fairmont Coal Company, di proprietà della Consolidated Coal Mine of Baltimore, si verificò una terrificante esplosione. L'incidente coinvolse le gallerie numero 6 e 8 della miniera.
La galleria 8 si trovava sulla sponda occidentale del fiume West Fork, la 6 sulla sponda opposta. Le due gallerie erano collegate da un tunnel sotterraneo e, in superficie, da un ponte e da un impianto di scarico del minerale. La vena di carbone Pittsburgh giaceva a meno di 70 metri dalla cima della collina su cui si apriva l'entrata principale della miniera e a circa 10 metri sotto il livello del fiume.
Il boato e le vibrazioni del terreno furono avvertite a 30 km di distanza. Gli effetti più devastanti si ebbero nella galleria 8: qui un frammento di oltre 50 kg del tetto in cemento del locale motori fu scagliato sulla riva opposta del West Fork, a oltre 150 metri di distanza. Stessa sorte toccò a una grossa parte dell'aeratore, che venne scaraventata sulla sponda orientale del fiume, piantandosi nel fango. Testimoni oculari riferirono che la vampata proveniente dal sottosuolo raggiunse i trenta metri d'altezza. L'intera collina su cui si apriva l'entrata della miniera fu violentemente scossa e dal West Fork si sollevò una gigantesca ondata che raggiunse la linea ferroviaria che correva lungo il corso d'acqua.
Nei pressi della galleria 8 tutti gli edifici furono completamente distrutti e i suoi tre ingressi furono ostruiti dai detriti. L'enorme ventilatore situato vicino all'entrata della miniera fu strappato e al posto del locale di aerazione non rimase altro che un cumulo di mattoni e metallo accartocciato. Un'ampia e densa nube di fumo acre e polvere fuoriuscì dalla miniera e ricoprì con una spessa coltre le acque del fiume.

## I soccorsi
I primi a precipitarsi verso il luogo della sciagura furono i parenti dei minatori, che abitavano nelle tipiche casette in legno situate sulla riva opposta del West Fork, e i minatori dell'altro turno di lavoro. La notizia del disastro si diffuse rapidamente e in meno di un'ora alcuni funzionari della compagnia mineraria giunsero da Fairmont. I lavoratori delle miniere vicine, per solidarietà, si fermarono e affluirono per prestare il loro aiuto.
Fu diramato un allarme generale per i medici e presto dottori, alcuni giornalisti e altri ufficiali si trovarono sul punto della sciagura. Ai soccorritori fu subito evidente che sarebbero occorse diverse ore di lavoro solo per poter rendere praticabile l'entrata della galleria. Furono create due unità di soccorso, ciascuna di trenta elementi. I soccorritori non poterono resistere all'interno della miniera per più di 15 minuti consecutivi a causa della mancanza di adeguati respiratori. Tre di essi perirono durante il loro intervento e i loro nomi furono iscritti nell'elenco delle vittime del disastro.
Dalla vicina Shinnston fu portato un ventilatore che venne collocato all'ingresso principale. Il ventilatore serviva a immettere aria all'interno della miniera per gli eventuali sopravvissuti. Alle nove di sera le squadre di soccorso erano riuscite ad avanzare di soli 200 m all'interno della galleria. Contemporaneamente, a circa tre km dall'ingresso principale della galleria, si tentava di aprire un tunnel di aerazione. L'ingresso della galleria 6 rimase inaccessibile per molte ore dopo la deflagrazione. Le carcasse di oltre 600 carrelli bloccarono il passaggio a 100 metri dall'ingresso. Una dozzina di medici sostarono all'entrata della miniera, ma - tranne poche eccezioni - il loro intervento sfortunatamente non fu necessario.
Nel primo pomeriggio parecchi cadaveri furono ritrovati a diverse centinaia di metri dagli ingressi ma non fu possibile riportarli in superficie fino alle prime ore del mattino successivo. La maggior parte dei corpi delle vittime era carbonizzata e orribilmente straziata. Per diversi giorni madri, mogli, fidanzate e sorelle restarono in angosciosa attesa dinanzi all'ingresso dell'impianto, osservando, strillando e piangendo. «Alcune pregavano, altre cantavano e altre ancora - nella disperazione - ridevano istericamente».

## Le condizioni di lavoro
All'epoca della tragedia di Monongah la legislazione sulla sicurezza nelle miniere degli Stati Uniti era assai carente, e tale rimase per lungo tempo. Per comprendere quanto fossero arretrate le misure di sicurezza nelle miniere è sufficiente pensare che, sino a pochi anni prima della strage del 1907, l'unico dispositivo adottato dai minatori per rilevare le letali sacche di gas consisteva nel condurre con sé nei pozzi alcuni canarini, animali sensibili al gas grisù: ai primi sintomi di soffocamento di tali animali, i lavoratori intuivano l'imminente pericolo.
Per i minatori era assai difficile migliorare le tremende condizioni in cui erano costretti a lavorare: tre italiani che nel 1879 a Eureka, in Nevada, avevano promosso uno sciopero per cambiarle, furono barbaramente linciati. Questa situazione si sarebbe protratta per molti anni a venire: ancora nel 1914 una protesta dei minatori fu soffocata nel sangue a Ludlow, ove furono uccise almeno venti persone. Sostanzialmente i provvedimenti legislativi in materia di sicurezza furono adottati solo successivamente e in conseguenza al clamore suscitato nell'opinione pubblica dagli incidenti minerari più gravi ed eclatanti. Così avvenne anche nel caso dell'incidente di Monongah.
Il rapporto della commissione d'inchiesta sull'incidente, sottolineando la persistenza di problemi irrisolti riguardanti le esplosioni nelle miniere di carbone, raccomandava esplicitamente al Congresso la creazione di un ufficio di indagini. Nel 1910, sulla spinta del dramma di Monongah, il Congresso statunitense istituì il Bureau of Mines (Ufficio delle Miniere), ente del Department of the Interior (Ministero dell'Interno), allo scopo di condurre ricerche per ridurre il numero degli incidenti. Nel maggio del 1908, meno di sei mesi dopo la catastrofe di Monongah, il Congresso approvò la creazione di un istituto di indagini sulle esplosioni in miniera. La struttura, la cui direzione fu affidata a Joseph A. Holmes, direttore della Divisione Tecnologica del Geological Survey, venne aperta nel dicembre successivo a Pittsburgh, in Pennsylvania, all'interno di una grande area carbonifera. Nel 1910 a Bruceton, nella Virginia Occidentale, fu aperta la prima miniera sperimentale per i regolari test del Bureau of Mines. Il Bureau of Mines fu investito dal Congresso di poteri assai limitati e si dovette attendere il 1941 e una lunga serie di incidenti affinché gli fossero riconosciute autorità ispettive oltre che di ricerca.

## Le conseguenze
Per indagare sulla sciagura la contea di Marion istituì una commissione d'inchiesta, le cui conclusioni furono rese pubbliche nel pomeriggio del 16 gennaio 1908. Nella loro relazione il medico legale E. S. Amos e i suoi collaboratori confermarono le ipotesi in precedenza espresse sia nel rapporto degli ispettori minerari dello Stato dell'Ohio, sia dal capo ispettore minerario James W. Paul, di Charleston, Virginia Occidentale: il disastro era da attribuire a un'esplosione, la cui origine rimaneva ignota e controversa, verificatasi nella galleria n. 8. La commissione d’inchiesta scagionò la compagnia proprietaria delle miniere.
Alcuni addossarono la colpa dell'esplosione a un'imprudenza commessa da uno dei numerosi "raccoglitori d'ardesia" o "ragazzi dell'interruttore". Questi erano giovanissimi aiutanti, anche di dieci-quattordici anni, che grazie al buddy system, non erano registrati in alcun elenco, sebbene lavorassero regolarmente assieme ai minatori. In altre ricerche si ritiene che la deflagrazione sarebbe stata innescata dalle scintille provenienti da un cavo elettrico tranciato da un carrello andato fuori controllo.
Secondo un'altra ipotesi il disastro sarebbe stato provocato dall'esplosione del gas accumulatosi nelle gallerie nei due giorni precedenti, durante i quali le miniere rimasero chiuse e la compagnia mineraria, per risparmiare energia, tenne spento l'impianto di ventilazione. Mercoledì 4 e giovedì 5 dicembre si erano celebrati rispettivamente santa Barbara, patrona dei minatori, e san Nicola, assai venerato in Italia meridionale come pure negli Stati Uniti (è il famoso santa Claus) e in Europa orientale e settentrionale. San Nicola cade in effetti il giorno 6, ma la ricorrenza venne anticipata al giorno precedente. La maggior parte dei minatori provenivano dall'Europa dell'Est, dall'Italia del Sud e molti erano pure gli afro-americani. Quest'ipotesi spiegherebbe il rapido oblio che seguì l'incidente.
Se la responsabilità del disastro fosse stata attribuita alla Fairmont Coal Company, la potente e influente compagnia mineraria avrebbe dovuto far fronte a numerosi e considerevoli risarcimenti ai parenti delle vittime, con pesanti risvolti economici a suo carico. Quindi la compagnia avrebbe avuto ogni interesse a insabbiare l'incidente il più rapidamente possibile. Come previsto dalla Commissione del coroner Amos, l'assenza di sopravvissuti rese estremamente difficile - se non impossibile - la ricostruzione dell'esatta dinamica della catastrofe. Le cause dell'incidente rimangono sconosciute.
L'estrema violenza della deflagrazione fa propendere per l'ipotesi secondo cui la sciagura sarebbe stata provocata da un'esplosione di grisù, il pericoloso "gas delle miniere". Lo scoppio di tale gas è infatti caratterizzato dalla rapida liberazione di notevoli quantità di energia e ha spesso gravi conseguenze. La pericolosità delle polveri di carbone nelle miniere deriva da una delle proprietà dei solidi coinvolti nelle reazioni chimiche. Nei solidi solo le molecole e gli atomi che si trovano in superficie sono esposti all'ambiente di reazione. Quanto più le particelle solide sono piccole, tanto maggiore è la loro superficie esposta; e quanto quest'ultima è maggiore tanto più è veloce la reazione. Ciò spiega il motivo per cui le polveri sottili di carbone possono portare a una vera e propria esplosione allo scoccare di una scintilla. Infatti, la reazione del carbonio con l'ossigeno dell'aria provoca lo sviluppo di calore: C (solido) + O2 (gas) → CO2 (gas) + calore. Se il carbonio (solido) è presente nelle miniere sotto forma di polvere, la sua reazione con l'ossigeno contenuto nell'aria può essere assai veloce: in tal caso lo sviluppo di calore può essere estremamente rapido, tanto da provocare un'esplosione. È questo il motivo per cui un ceppo di legno brucia assai più lentamente di tanti piccoli ramoscelli e la combustione di polvere di legno è ancora più rapida.

## Il bilancio umano
La camera ardente fu in un primo tempo allestita nell'edificio della First National Bank di Monongah. Successivamente, per mancanza di spazio, centinaia di bare furono allineate di fronte all'edificio, nel corso principale della città. I corpi delle vittime erano tanto straziati che nacquero discussioni sulla loro identificazione e più di una volta una stessa salma fu reclamata da due famiglie diverse che ritenevano di riconoscere nel cadavere il loro congiunto.
Molti minatori furono ritrovati con i risparmi cuciti nelle cinture e una delle preoccupazioni dei responsabili dei soccorsi divenne quella di evitare atti di sciacallaggio. Le bare venivano dirette verso il cimitero protestante o quello cattolico, a seconda della fede del morto. Per la prevalenza di vittime d'origine italiana, ungherese e polacca presto il cimitero cattolico si riempì. La Fairmont Coal Company mise a disposizione un acro di terreno della zona mineraria, sul fianco della collina, ove sorse un nuovo cimitero. I corpi di 135 vittime non identificate vennero sepolti in una fossa comune. Le rovine delle miniere furono murate e molte delle nuove abitazioni dei minatori furono costruite sul versante della collina sopra la miniera.
La relazione della commissione d'indagine della contea di Marion ebbe importanti e gravi conseguenze umane e legali. Il rapporto, affermando l'impossibilità di stabilire le cause del disastro, scagionava la Fairmont Coal Company da qualunque responsabilità nell'incidente; veniva così di fatto preclusa la possibilità per i parenti delle vittime di ottenere un risarcimento dalla proprietà dell'impianto in sede giudiziaria. La sciagura ebbe un'enorme eco nell'opinione pubblica del Paese. Il più grave disastro minerario sino ad allora avvenuto negli Stati Uniti era stato quello di Fayetteville, sempre nella Virginia Occidentale, il 29 gennaio dell'anno prima, in cui avevano perso la vita ottanta minatori.

### L'assistenza alle famiglie
Alle 250 vedove e ai mille orfani dei minatori scomparsi non restò che il soccorso assistenziale della Monongah Mines Relief Committee. Il 27 dicembre 1907 più di duemila quotidiani statunitensi promossero una raccolta di fondi. Essa fruttò circa centocinquantamila dollari, che furono poi devoluti come sussidio agli sfortunati familiari dei minatori scomparsi. Il magnate statunitense Andrew Carnegie contribuì generosamente alla raccolta e 17 500 dollari furono elargiti dalla Fairmont Coal Company, che successivamente distribuì un'ulteriore somma. Fu stabilito che a ogni vedova fossero attribuiti 200 dollari e 155 a ogni orfano minore di 16 anni. Non risulta che il Governo italiano abbia erogato fondi ai parenti delle vittime.

### Italiani
Le 171 vittime "ufficiali" italiane erano immigrati da località molisane (un centinaio), calabresi (una quarantina) e abruzzesi (una trentina). È bene ricordare che a quel tempo gli statunitensi consideravano gli italiani più simili ai neri che ai bianchi. Ciò è comprensibile se si considera che l'emigrazione di lavoratori italiani verso gli Stati Uniti iniziò sostanzialmente con l'abolizione dello schiavismo negli Stati Uniti (stabilita a livello federale nel 1865 con il XIII Emendamento della Costituzione) e il conseguente rifiuto dei neri di sopportare condizioni di lavoro, economiche o ambientali, che furono invece accettate dagli italiani.

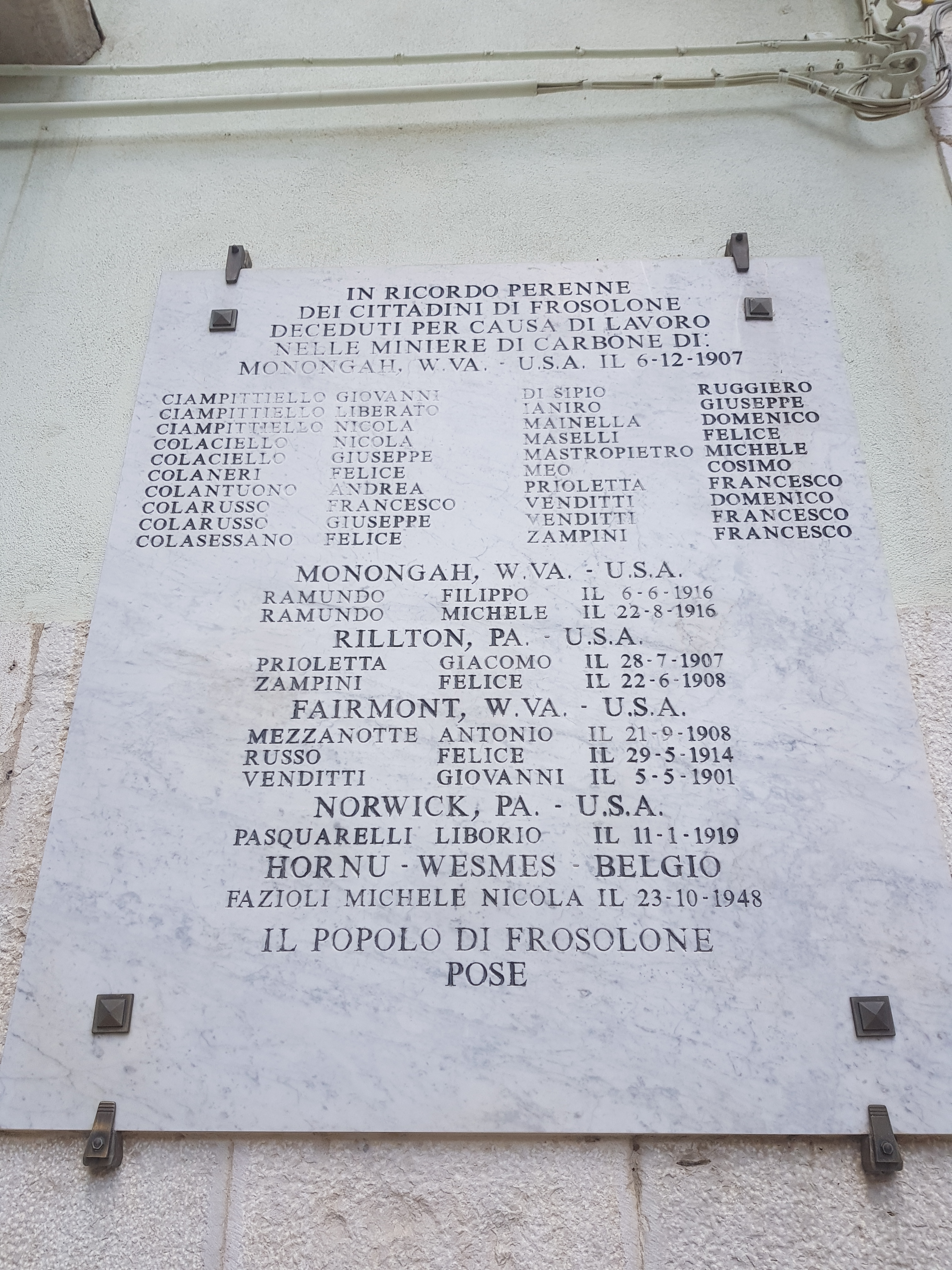
Frosolone - Monumento alle vittime del disastro

Tra i paesi più colpiti i molisani Frosolone (20 vittime), Duronia (36 vittime), Roccamandolfi, Bagnoli del Trigno, Torella del Sannio (12 vittime), Vastogirardi, i calabresi San Giovanni in Fiore (una trentina di vittime), San Nicola dell'Alto, Falerna, Strongoli, Gizzeria, Castrovillari, Lago (3) e gli abruzzesi Atri, Civitella Roveto, Civita d'Antino, Canistro e la lucana Noepoli. Fra gli altri persero la vita anche il ponzese Luigi Feola, Vittorio Da Vià di Vallesella, frazione di Domegge di Cadore, e Vittore D'Andrea, un piemontese di Premia. Il fratello di quest'ultimo, Giuseppe D'Andrea, sacerdote dell'Ordine degli Scalabriniani e parroco della chiesa di Nostra Signora di Pompei, allora appena eretta a Monongah, aiutò il Reale Agente Consolare, Giuseppe Caldera, che era a Fairmont, a redigere centinaia di atti di morte.
Il numero dei caduti italiani fa della tragedia mineraria di Monongah una delle più gravi - se non la più grave - mai abbattutesi sulla comunità italiana: nel pur tristemente assai più noto disastro di Marcinelle perirono 262 vittime, 136 delle quali italiane.

### Il numero delle vittime
In un primo momento - secondo il rapporto della citata "Commissione Amos" - sembrava che le vittime fossero "circa 350" ma già nei giorni immediatamente successivi alcuni resoconti giornalistici parlarono di 425 morti.
Leo L. Malone, General Manager delle due gallerie, riferì alla stampa che la mattina della sciagura all'ingresso nell'impianto erano stati registrati 478 uomini, e che comunque tale numero non includeva circa 100 altri lavoratori (conducenti di muli, addetti alle pompe, ecc.) non soggetti alla registrazione. In un quotidiano di Washington una corrispondenza datata 9 marzo 1908 riferisce di 956 vittime. La cifra di 362 vittime, desunta dai rapporti redatti dalla Monongah Mines Relief Committee, la commissione che provvide all'assistenza dei parenti dei minatori scomparsi, divenne quella "ufficiale". Il numero e l'identità della maggior parte degli scomparsi sono rimasti ignoti a causa della presenza di molti minatori che all'ingresso in miniera, in base al citato buddy system, non venivano registrati negli elenchi della Fairmont Coal Company.
L'effettiva entità della strage fu per lungo tempo sottostimata, ma nel 1964 il reverendo Everett Francis Briggs (vedi oltre in La conservazione della memoria) in una pubblicazione sulla rivista Science affermò che in base alle sue ricerche il numero dei minatori deceduti nella sciagura fosse assai maggiore di quello ufficialmente diffuso sino ad allora e dovesse invece essere portato a oltre 500. Questa stima è corroborata dalle ricerche di David McAteer del Dipartimento Mine Safety and Health del Ministero del Lavoro degli Stati Uniti durante l'amministrazione Clinton. Il numero dei sopravvissuti, come quello dei morti, non è ancora stato definito e probabilmente non lo sarà mai. Secondo alcune ricostruzioni nessuno fra quanti erano presenti nella miniera si salvò.
Quattro minatori sarebbero scampati alla tragedia e con le loro testimonianze di fronte alla commissione d'inchiesta sulla sciagura - avrebbero contribuito a scagionare la Compagnia mineraria dalla responsabilità del disastro.

### Elenco delle vittime
Elenco delle vittime del disastro secondo l'Annual Report of the Department of Mines, West Virginia, 1908.
Galleria n. 6
- Statunitensi: Henry Burke | Fay Cooper | Fred Cooper | G. L. Davis | Thos. Donlin | Thos. Duffy | Harry Evans | Wm. Evans | John Fluharty | Floyd Ford | Jno. Herman | Lonnie Hinerman | L. D. Lane | Sam R. Kelly | Timothy Lydon | Henry Martin | Albert Miller | J. W. Miller | Frank Moon | James Moon | A. H. Morris | Cecil Morris | Homer Pyles | Fred Rogers | Frank Shroyer | Scott Sloan | Will Staley | Harold Trader | Wm. R. Walls | A. J. Watkins | Milroy Watkins | Geo. Wiley;
- Polacchi: Geo. Boshoff | Frank Davis | Felix Gasco | Ignat Goff | Frank Krall | Ignots Lapinsky | Jno. Regulski | Petro Rossia | Frank Sawyer | Frank Shantah | Thos. Susnofsky | Mike Wassale;
- Greci: Gass Levant | Nick Scotta | Nick Susta | Andy Tereza | Nick Tereza;
- Slavi: Joe Bagola | Andy Berrough | Geo. Berrough | Mike Belo | Mike Bonotsky | Martin Bosner | Jno. Cresko | Mike Donko | Jno. Dunko | Mike Durkuta | Jno. Dursc | Thos. Duvall | Mike Egar | Steve Feet | Lobe Feretts | Joe Foltin | Paul Frank | Albert George | Jno. Gomerchec | Wogtech Hamock | Mike Hanish | Jno. Hiner | Martin Honick | Paul Honick | Jno. Hornock | Steve Ignatchic | Mike Kerest | Joe Kovatch | Jno. Kristofitz | Jno. Martin | Mike Oshwie | Geo. Polonchec | Paul Provitsky | Jno. Sari | Geo. Sari | Mike Sari | Steve Sari | Mike Sebic | Thos. Seyche | Andy Stie, Sr. | Andy Stie, Jr. | Geo. Strafera | Mike Wattah | Geo. Yourchec | Geo. Yourchec, Jr. | Mike Zucco;
- Italiani: Carlo Abbate | Francesco Abbate | Giuseppe Abbate | Frank Abruzino | Joe Alexander | Vincenzo Antonelli | Angello Bagunoli | Frank Basile | John Basile | Sam Basile | Salvare Basilla | Joe Belcaster | Sam Belcaster | Pasq Beton | Tony Beton | John Bonasa | Adolph Brand | Don Cemino | Frank Connie | John Connie | Rolph Couch | Joe Covelli | Vittorio Da Vià | Nick Deplacito | Lunard Dewett | Loui Faluke | Joe Ferara | Tony Frank | John Fusari | Tony Gall | Franc Garrasco | Carmen Larossia | Frank Larossia | Loui Lelle | James Lerant | Salvatore Lobbs | Mike Meffe | Salvastore Motts | Steve Noga | John Olivaria | Tony Olivette | Janaway Orse | Nick Perochchi | Dom Perri | Fred Prelotts | Peter Privingano | Tony Prosper | Domnick Richwood | John Richwood | Patsy Richwood | Tony Richwood | Mike Ritz | Louis Scholese | Tony Selet | Frank Tallorai | Patsy Toots | Tony Touch | Patsy Virgelet | Tony Virgelet | Dom Ware | Luca Di Mario;
- Ebrei[20]: Frank Dutca | John Matakonis | Mike Matakonis | Thomas Matakonis | Thos. Zinnis;
- Irlandesi: Patrick McDonough

Galleria n. 8
- Statunitensi: Carl Bice | W. H. Bice | Robert Charlton | Wm. R. Cox | James Fletcher | Thos. Gannon | J. W. Halm | E. V. Herndon | Patrick Highland | C. A. Honaker, Jr. | Jno. N. Jones | Pat. J. Kearns | Thos. Killeen | Adam Lane | Scott Martin | Jno. J. McGraw | Chas. McKane | L. L. Moore | C. E. Morris | Marion Morris | Wm. Morris | C. D. Mort | Jno. H. Mort | Sam Noland | Hugh Reese | Jno. Ringer | T. O. Ringler | D. V. Santee | Harry Seese | Beth Severe | Jessie Severe | Dennis Sloan | F. E. Snodgrass | Geo. Snodgrass | Michael Soles | Leslie Spragg | Sam Thompson;
- Polacchi: Andy Garlock | Geo. Herlick | Anton Hiawatin | Vadis Kawalsky | Joe Keatsky | Geo. Kingerous | Mike Kingerous | Jacob Kores | John Kowalish | John Luba | John Majeska | Jno. Majeska, Jr. | Martin McHortar | Chas. Miller | Mike Motsic | Victor Novinsky | Joe Stahnlski | Tom Stampian | Stanley Urban;
- Slavi: Alex. Bustine | John Cheesit | Paul Cheeswock | John Goff | Paul Goff | John Ignot | Geo. Konkechec | Mike Kosis | Frank Krager | Geo. Krall | Frank Loma | John Rehich | Geo. Tomko | John Tomko | Anton Unovich | John Wolincish;
- Persone di colore[20]: Chas. Farmer | Richard Farmer | Geo. Harris | Gilbert Joiner | Calvin Jonakin | Rippen McQueen | W. M. Perkins | Jno. H. Preston | K. D. Ryals | Jessie Watkins | Harry Young;
- Italiani: Beat Anchillo | Dominick Anchillo | Paul Anchillo | Tony Angello | Patsy Alexander | Tony Alexander | Patsy Augustine | Colistino Avicello | Angello Barrard | Felix Barrard | Jose Barrard | Ross Beton | Chas. Bolze | Jersti Bonordi | Felix Calanero | Dom Colasena | Joseph Colcherci | Nick Colcherci | Nick Colleat | Dom Colross | Joe Colross | Victor D'Andrea | Vintura Darso | Clem Debartonia | Dominick ebartonia | Mike Deffelus | Tony Deffelus | Pasqual Deleal | Louis Demarco | Angelo Demaria | Jos. Demaria | Mike Demaria | Sebastian Demaria | Sebastian Demaria, No. 2 | Albert Demark | Jose Demark | Felix Depetris | Angelo Desalvo | Chas. Desalvo | Dominick Desalvo | Felix Desalvo | Tony Desalvo | Jos. Dewey | Mike Dewey | Jno. Dills | Donatto Domico, Jr. | Mike Domico | Pete Donord | Tony Dorse | Jas. Fassanella | Armanda Fellen | Carman Ferrare | Joe Ferrare | Matta Ferrare | Tony Folio | Peter Frabiacolo | Petro Frediavo | Prospera Inveor | Jim Jacobin | Jim Jeremont | Antonio Joy | Frank Joy | Jno. Lombardo | Frank Lore | Dan Manse | Mike Manse | Tony Manse | Pete Marcell | Jas. Maronette | D. C. Masch | Carl Meff | Frank Meff | Cosmo Meo | Bobrato Metill | Jno. Metill | Nick Metill | Dom Morsee | Mike Mostro | Dom Mysell | Felix Mysell | Basile Palela | Jim Palela | Tony Pasqual | Louie Patch | Nick Pett | Saverio Pignalli | Bossilo Pillela | Frank Porzilo | Frank Preletto | Jno. Preletto | Pete Prigulatta | Flora Salva | Joe Salva | Vint Salva | Vint Salva No. 2 | Joe Sarfino | Frank Simpson | Dominick Smith | Jake Sullivan | Angelo Toots | Frank Vendetta | John Vendetta | John Yanero | Nick Yanero | Carman Zello | Jno. Zello;
- Ungheresi: John Palinkis | Joseph Toth;
- Irlandesi: Patrick Laughney;
- Lituani: Mike Bolinski;
- Britannici: David Riggins

## La conservazione della memoria

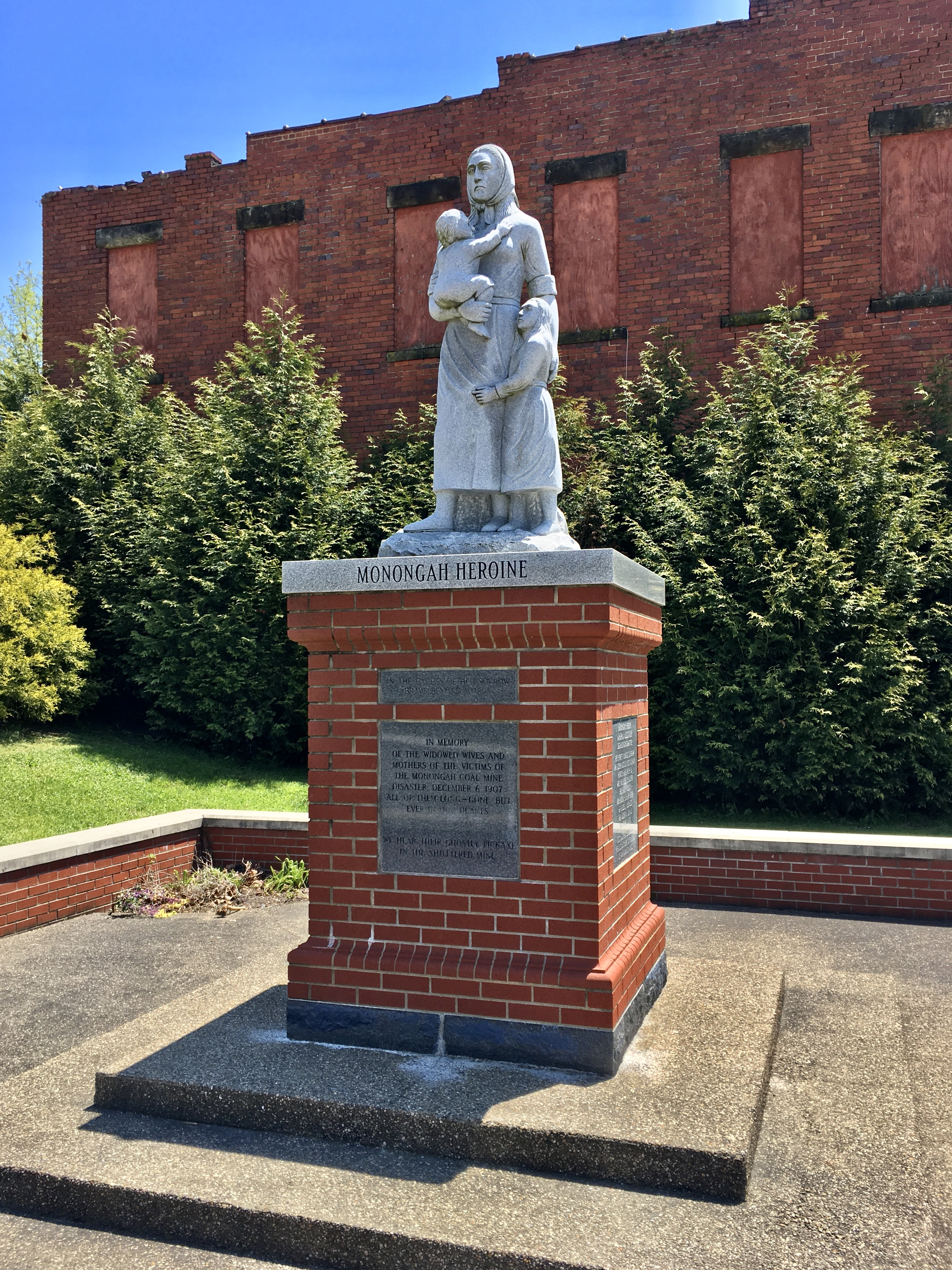
La statua All'Eroina di Monongah, che commemora le vedove e gli orfani di tutti i minatori

La conservazione e la diffusione della memoria della sciagura e la definizione delle sue reali dimensioni vanno ascritte principalmente al reverendo Everett Francis Briggs, sacerdote cattolico di Monongah che per oltre mezzo secolo, a partire dal suo arrivo a Mononagh nel 1956, assistette i parenti dei minatori scomparsi e si prodigò per dare un nome alle vittime, in gran parte italiane, molte delle quali restano tuttavia ignote.

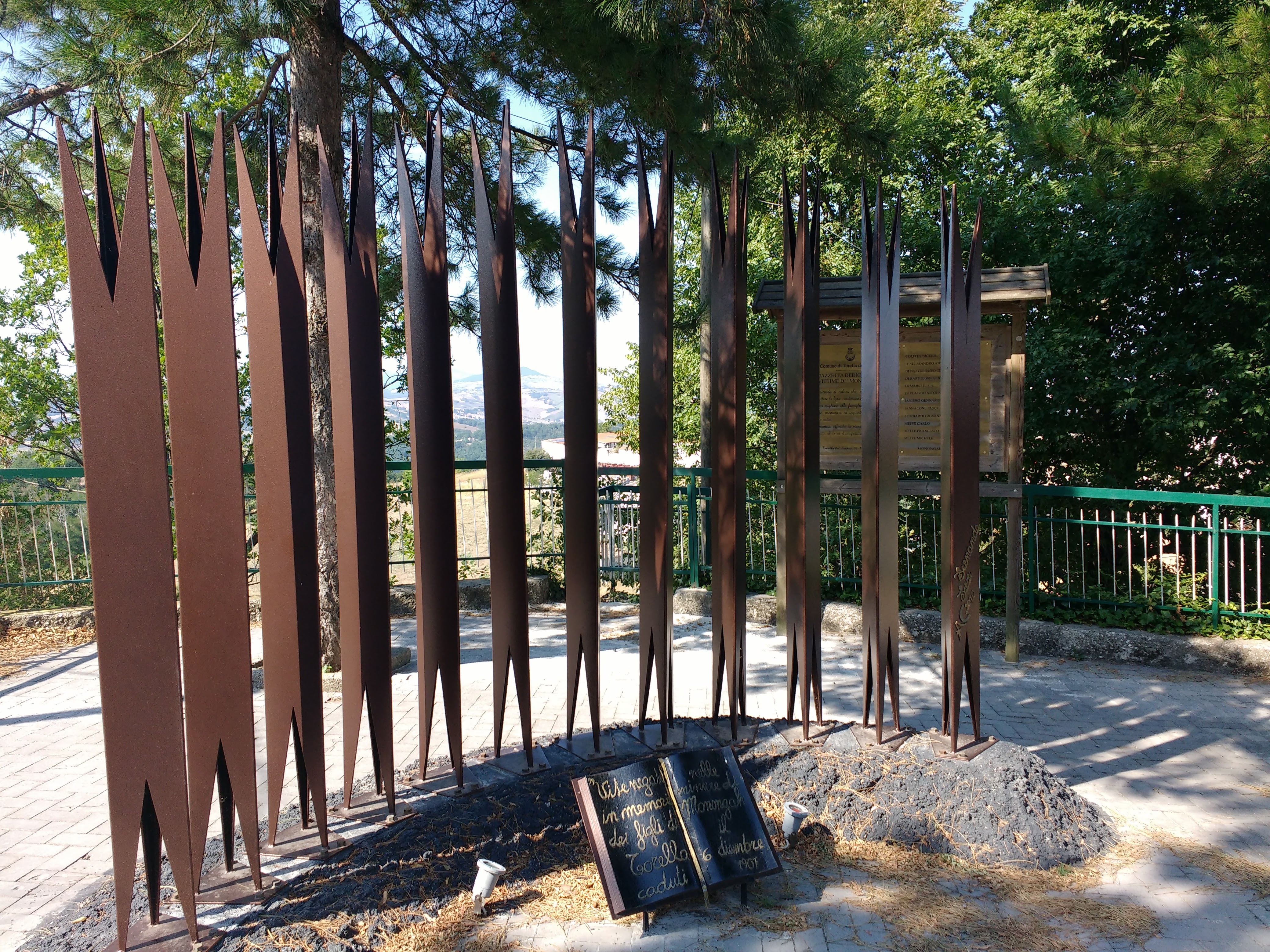
Monumento ai caduti di Monongah provenienti da Torella del Sannio (CB), presso l'omonima cittadina

Nel 1961 fu costruita la casa di riposo Santa Barbara's Memorial Nursing Home, fondata da Briggs e dedicata ai minatori scomparsi nella sciagura. Di fronte a essa fu innalzata una statua intitolata a Santa Barbara, che commemora sia le vittime identificate (di cui viene riportato l'elenco) sia quelle rimaste senza nome.
Nel 2007 è stato eretto - per la prima volta negli Stati Uniti - un monumento dedicato alle vedove e agli orfani di tutti i minatori morti in incidenti sul lavoro. La statua, All'Eroina di Monongah - per la quale il Comune di Falerna (CZ) ha erogato un contributo di 150,00 euro - in marmo di Carrara, è stata collocata presso il municipio della cittadina.
Alcune testate giornalistiche destinate agli italiani all'estero - fra cui il quotidiano La Gente d'Italia e il settimanale Oggi7 - hanno contribuito a riportare alla luce questa pagina di storia italiana e a diffondere i risultati delle ricerche sulla catastrofe di Monongah. Le ricerche svolte hanno confermato l'ipotesi che Briggs avanzò nel 1964: il numero delle vittime sarebbe assai più alto di quello "ufficiale" e i soli minatori italiani morti sarebbero più di 500.
Un impressionante monumento "naturale" è rappresentato dalla cosiddetta Collina di Carbone, un cumulo di terra creato da Catterina De Carlo, madre di cinque figli e vedova di un minatore, Vittorio Da Vià (o Davià), originario di Domegge di Cadore, rimasto seppellito nella miniera. La donna, sconvolta dalla scomparsa del marito, ogni giorno, per ventinove anni, fino alla morte avvenuta il 9 agosto 1936, si sarebbe recata alla miniera, distante tre miglia da casa sua, per prelevare un sacco di carbone che avrebbe poi svuotato accanto alla propria casa. Riteneva che in tal modo avrebbe alleviato il peso del terreno che gravava sul marito lì sotto sepolto. Il 6 dicembre 2012, a Campobasso, l'UGL (Unione Generale del Lavoro) le ha dedicato una medaglia d’oro “alla memoria”, recapitata, negli Stati Uniti, al nipote James E. Davia.

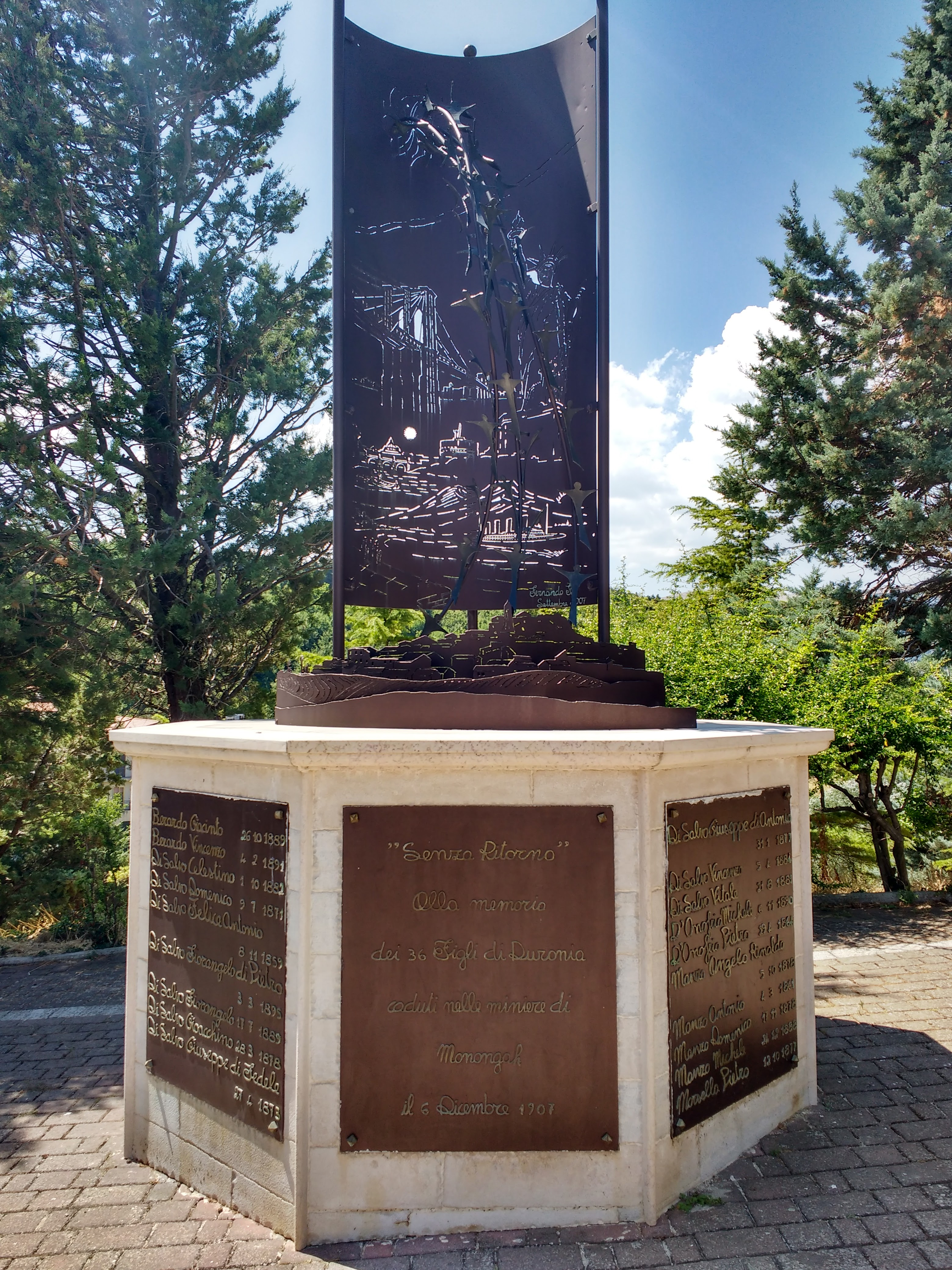
Monumento ai caduti di Monongah provenienti da Duronia (CB), presso l'omonima cittadina

Monongah con i suoi morti rappresenta per alcuni l'icona del sacrificio dei lavoratori italiani costretti a emigrare per poter sopravvivere. Nel 2006 è stato realizzato il film-documentario Monongah, Marcinelle americana, che ha attinto immagini storiche fornite dal Museo dell'Immigrazione di Ellis Island di New York, e da materiale fornito dal Museo dell'Emigrazione di Gualdo Tadino, dall'Istituto storico Ferruccio Parri di Bologna e dal Museo Etnografico di Bomba. A Frosolone, in provincia di Isernia, in piazza Municipio, un'epigrafe ricorda il sacrificio dei quattordici frosolonesi scomparsi nell'incidente. Nei comuni di Torella del Sannio (CB) e di Duronia (CB) sono presenti monumenti in memoria dei caduti delle rispettive cittadine. In Calabria la tragedia ebbe un tale effetto sulla comunità che ancora nel ventunesimo secolo, quando si vuole indicare un avvenimento particolarmente drammatico, si usa dire che è una minonga; a San Giovanni in Fiore si utilizza l'espressione non vado mica a minonga quando si vuole intendere che non si ha intenzione di scomparire senza lasciare traccia.
Il 1º maggio 2009 il Presidente della Repubblica Italiana Giorgio Napolitano ha conferito la Stella al merito del lavoro alla memoria dei lavoratori deceduti il 6 dicembre 1907 nella miniera di carbone di Monongah.

## Nel centenario
Nel dicembre del 2007, in occasione del centenario della tragedia, la Regione Molise, che fu la più colpita, ha donato alla città di Monongah una campana commemorativa fatta fondere dalla Pontificia Fonderia Marinelli di Agnone. La delegazione era guidata dal sen. Michele Iorio, presidente della Regione Molise, ed era composta, tra gli altri, dai rappresentanti dei sette comuni molisani colpiti dal triste evento: Torella del Sannio, Frosolone, Duronia, Fossalto, Bagnoli del Trigno, Pietracatella e Vastogirardi.

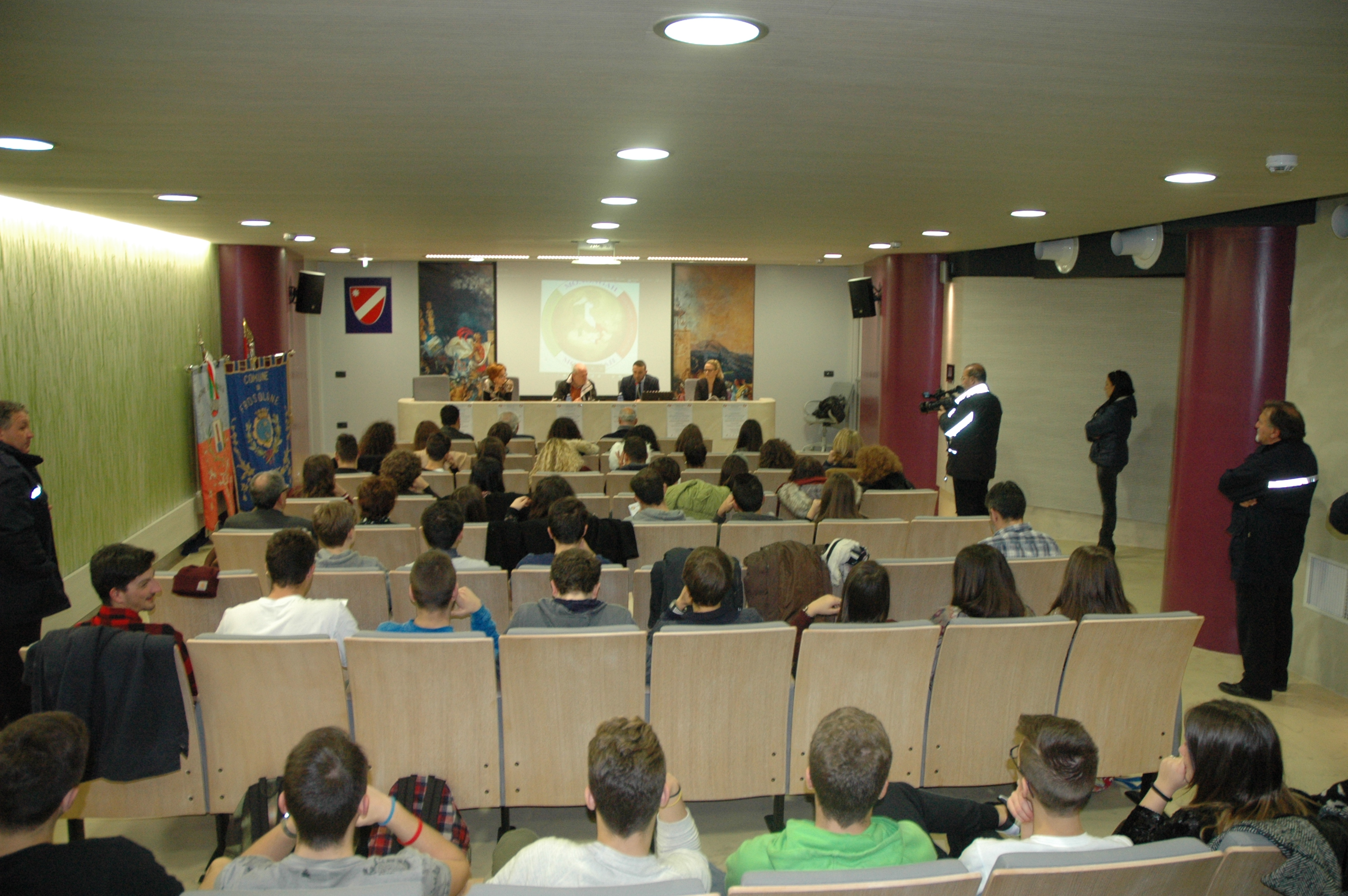
La commemorazione delle vittime del disastro minerario di Monongah, tenutasi a "Palazzo Vitale", sede della Regione Molise